# Intelligent Systems
Intelligent Systems Co., Ltd. (株式会社インテリジェントシステムズ, Kabushiki-Gaisha Interijento Shisutemuzu) est une société de développement de jeux vidéo.
Fondée en décembre 1986, l'entreprise est responsable, entre autres, de séries telles que Metroid, Excitebike, Nintendo Wars, Fire Emblem, Paper Mario, WarioWare et de plusieurs kits de développement pour Game Boy et Super Nintendo.

## Historique
Intelligent Systems est fondé en 1986 par des membres de Nintendo R&D1, l'équipe dirigée par Gunpei Yokoi. Nintendo R&D1 et Intelligent Systems sont deux équipes complémentaires : R&D1 développe sur Game Boy tandis qu'Intelligent Systems s'occupe des consoles de salons. Gunpei Yokoi dirige les deux équipes jusqu'à son départ en 1995.
Intelligent Systems est aussi responsable de la création et de la fabrication de nombreux outils hardware servant au développement des jeux pour les consoles Nintendo ainsi que d'aide à la capture de ces jeux pour la presse écrite et audio-visuelle. Ces outils sont utilisés pour les consoles Super Famicom, Virtual Boy, Nintendo 64, Game Boy Color, Game Boy Advance, GameCube, Nintendo DS, Nintendo DSi et Nintendo 3DS. Ils ont la particularité de disposer d'une ou plusieurs sorties vidéo standard ainsi que d'être, pour certains, pilotables via un PC pour notamment effectuer des captures d'écran fixes ou animées.
Ces outils sont disponibles en quantité limitée et distribués uniquement par Nintendo aux professionnels avec des conditions contractuelles très strictes.

## Jeux développés

### Nintendo Entertainment System
- Mario Bros. (1983)
- Tennis (1984)
- Wild Gunman (1984)
- Duck Hunt (1984)
- Hogan's Alley (1984)
- Devil World (1984)
- Soccer (1985)
- Metroid (1986)
- Famicom Wars (1988)
- Fire Emblem: Shadow Dragon & the Blade of Light (1990)
- Fire Emblem Gaiden (1992)

### Super Nintendo
- Battle Clash (1992)
- Metal Combat: Falcon's Revenge (1993)
- Fire Emblem: Mystery of the Emblem (1994)
- Super Metroid (1994)
- Panel de Pon (1995, Tetris Attack en Amérique du Nord)
- Fire Emblem: Genealogy of the Holy War (1996)
- Super Famicom Wars (1998)
- Fire Emblem: Thracia 776 (1999)

### Nintendo 64
- Paper Mario (2000)
- Pokémon Puzzle League (2000)
- Fire Emblem: Ankoku No Miko (annulé)
- 64 Wars (annulé)
- Metroid 64 (annulé)

### GameCube
- Cubivore: Survival of the Fittest[2] (2002)
- Nintendo Puzzle Collection (2003)
- WarioWare, Inc.: Mega Party Game$! (2003)
- Paper Mario: La Porte millénaire (2004)
- Fire Emblem: Path of Radiance (2005)

### Wii
- WarioWare: Smooth Moves (2006)
- Fire Emblem: Radiant Dawn (2007)
- Super Paper Mario (2007)
- WarioWare D.I.Y Showcase (2009)

### Wii U
- Game and Wario (2013)
- Pullblox World (2014, Pushmo World en Amérique du Nord)
- Tokyo Mirage Sessions ♯FE (2015)
- Paper Mario: Color Splash (2016)

### Game Boy
- Alleyway (1989)
- Golf (1989)
- Game Boy Wars (1991)
- Metroid II: Return of Samus (1991)

### Virtual Boy
- Galactic Pinball (1995)

### Game Boy Color
- Pokémon Puzzle Challenge (2000)

### Game Boy Advance
- Mario Kart: Super Circuit (2001)
- Advance Wars (2001)
- Fire Emblem: The Binding Blade (2002)
- Metroid Fusion (2002)
- WarioWare, Inc. : Mega Mini-Jeux (2003)
- Fire Emblem: The Blazing Blade (2003)
- Advance Wars 2: Black Hole Rising (2003)
- Metroid: Zero Mission (2004)
- Fire Emblem: The Sacred Stones (2004)
- WarioWare: Twisted! (2004)
- Dr. Mario and Puzzle League (2005)

### Nintendo DS
- WarioWare: Touched! (2004)
- Advance Wars: Dual Strike (2005)
- Puzzle League DS (2007, Planet Puzzle League en Amérique du Nord)
- Advance Wars: Dark Conflict (2008)
- Fire Emblem: Shadow Dragon (2008)
- WarioWare: D.I.Y. (2009)
- Fire Emblem: New Mystery of the Emblem (2010)

### Nintendo 3DS
- Pullblox (2011, Pushmo en Amérique du Nord)
- Fire Emblem: Awakening (2012)
- Fallblox (2012, Crashmo en Amérique du Nord)
- Paper Mario: Sticker Star (2012)
- Code Name: S.T.E.A.M. (2015)
- Fullblox (2015, Stretchmo en Amérique du Nord)
- Fire Emblem Fates (2015)
- Fire Emblem Echoes: Shadows of Valentia (2017)
- WarioWare Gold (2018)

### Mobile
- Fire Emblem Heroes (2017, iOS et Android)

### Nintendo Switch
- Fire Emblem: Three Houses[3] (2019, co-développé avec Koei-Tecmo)
- Paper Mario: The Origami King (2020)
- WarioWare: Get it Together! (2021)
- Fire Emblem Engage (2023)
- WarioWare: Move It! (2023)